# Flena
Flena est une île norvégienne dans le comté de Hordaland. Elle appartient administrativement à Kjerrgarden.

## Géographie
Rocheuse et couverte d'une légère végétation, elle s'étend sur environ 176 m de longueur pour une largeur approximative de 53 m.